# Juan Carlos Blumberg
Juan Carlos Blumberg (Ciudad de Buenos Aires, 7 de febrero de 1945) es un empresario textil argentino cuyo hijo, Axel Blumberg, fue secuestrado el 17 de marzo del 2004 y posteriormente asesinado por sus captores. Este hecho lo convirtió en un referente mediático y lo impulsó a dar charlas, conferencias y entrevistas sobre seguridad. Se realizaron multitudinarias marchas para exigir el esclarecimiento del caso y mayores controles por parte de la policía.

## Las marchas
Blumberg organizó diferentes marchas: la primera marcha fue el 1 de abril de 2004, cuando más de 150 000 personas se movilizaron al Congreso Nacional.
La segunda marcha, de menos magnitud, fue el 22 de abril de 2004, cuando Blumberg fue recibido por la Corte Suprema de la Nación y le entregó un petitorio de 12 puntos a los jueces Augusto Belluscio y Juan Carlos Maqueda.
Ya desde dos semanas antes, la revista Gente incluyó junto con la edición n.º 2020 (enlace roto disponible en Internet Archive; véase el historial, la primera versión y la última). del 6 de abril de 2004 una vela blanca para participar de esta manifestación.
La tercera marcha fue el 26 de agosto de 2004 frente al Congreso. Según el diario Clarín, la concurrencia fue de 70 000 personas,
mientras que según el periodista Horacio Verbitsky fueron 17 000 personas La cuarta marcha fue el 2 de junio de 2005 en la plaza Lavalle, frente al Palacio de Justicia. La quinta marcha fue el 31 de agosto de 2006 en la Plaza de Mayo.

## Fundación Axel Blumberg por la Vida de Nuestros Hijos
Blumberg creó en 2004 esta organización sin fines de lucro, con domicilio en avenida Corrientes 550, en un espacio cedido por una compañía de seguros, la cual trabajan 30 voluntarios.
En 2023 Blumberg denunció la existencia de coimas y dinero en negro en la campaña presidencial de Javier Milei en 2023 acusando al Presidente y su entorno por el cobro de dinero a dirigentes para integrar listas, señaló que el dinero lo pedía Sebastián Pareja, más tarde designado por Milei subsecretario de Integración Socio-Urbana del Ministerio de Capital Humano y presidente de La Libertad Avanza en la provincia de Buenos Aires.También señaló a Karina Milei como una de las recaudadoras.

## El petitorio de Blumberg
El 1 de abril de 2004, Juan Carlos Blumberg propuso siete iniciativas en el Congreso de la Nación luego de la primera marcha por reclamo de seguridad.
El mismo fue repartido con el fin de obtener 2 millones de firmas durante la marcha.

Todas las medidas requieren también una verdadera reforma del sistema judicial a los efectos de obtener una Justicia rápida, efectiva y con jueces idóneos para garantizar la plena vigencia del Estado de Derecho.

## Reformas obtenidas en la legislación penal
El 14 de abril de 2004 el Congreso aprobó la llamada Ley Blumberg (Ley 25 886), nombre atribuido por ser su principal impulsor, que modifica el Código Penal argentino. Existen otras dos leyes que se conocen como Blumberg, que son la Ley 25 882 que modifica el art. 166 del Código Penal que entró en vigor el 4 de mayo de 2004 y la Ley 25 891, de servicios de comunicaciones móviles por la cual se instituye un Registro de Usuarios.
Las reformas aprobadas correspondiente a sus peticiones fueron:
- Ley 25 882 modificatoria del artículo 166 del Código Penal, sancionada el 14 de abril de 2004, que reprime la portación de armas con pena de prisión no excarcelable.
- Ley 25 891, que estableció que la comercialización de los mencionados servicios podrá realizarse, únicamente, a través de las empresas autorizadas. Fue sancionada el 28 de abril de 2004.
- Ley 25 892, que modificó el artículo 13, 14 y 15 respecto al beneficio de Libertad condicional para los casos de delitos de prisión perpetua considerados aberrantes: sancionada el 5 de mayo de 2004.
- Ley 25 893 que incrementó las penas para homicidios y violaciones seguidas de muerte. Modificación del Código Penal: Sancionada el 5 de mayo de 2004.
- Ley aprobada el 18 de agosto de 2004 modificatoria del artículo 55 del Código Penal, fijando el tope de 50 años de prisión o reclusión para los responsables de distintos delitos concurrentes.[14]

## Deterioro de su imagen
Con el paso de los años, la popularidad de Blumberg descendió, en parte, cuando se supo que en sus presentaciones públicas, Blumberg había hecho uso ilegítimo del título de «ingeniero», por otra parte, por sus exabruptos, y en parte, por las características de sus propuestas para combatir la inseguridad, a la que la mayoría de los intelectuales y políticos argentinos se opusieron ―entre ellos el premio nobel Adolfo Pérez Esquivel―.

## Controversias

### Justificación de asesinato policial
En 1997, varios miembros de la policía de Mendoza asesinaron a un adolescente de 17 años llamado Sebastián Bordón durante su viaje de egresados, y arrojaron su cuerpo al cañón del río Atuel.
En 2005, un periodista le consultó a Blumberg qué opinaba del caso Bordón, el exingeniero justificó el asesinato diciendo que el adolescente «se drogaba» y «agredió a la policía». Después tuvo que disculparse con los padres de Bordón.

### Elecciones 2007
No tengo ninguna intención de actuar en política, tal como me lo han pedido, porque eso sería ir hacia un sector.
Juan Carlos Blumberg (octubre de 2004)

En las elecciones del 28 de octubre de 2007, Blumberg se presentó como candidato a gobernador de la provincia de Buenos Aires por un partido propio, denominado Frente Vamos ―con el eslogan «Orden y Disciplina»―, que apoyaba la candidatura presidencial del gobernador Jorge Sobisch.
Contó con el respaldo de diversas figuras nacionales, como
- el periodista Bernardo Neustadt,
- la activista Cecilia Pando,
- el abogado Roberto Durrieu,[20]
- el excomisario Luis Patti y
- el jefe de Gobierno de Buenos Aires, Mauricio Macri, entre otros.[21][22]

Blumberg obtuvo el 1,26 % de los sufragios. Más tarde afirmaría que ese resultado fue producto del «bajo desempeño de Sobisch en territorio bonaerense».

### Voto calificado
En un reportaje concedido el día anterior a su tercera marcha, Juan Carlos Blumberg contó un diálogo con su hijo. «Yo una vez le decía a Axel que pienso que aquí debería haber un voto calificado. Que la gente debería votar según su grado de educación y ese voto vale dos o tres». Esto lo hizo blanco de severas críticas.

### Embajador de la secta Moon
El 11 de diciembre de 2005, en una fastuosa cena en el hotel Sheraton (de Buenos Aires), Sun Myung-Moon, líder de la multimillonaria secta Moon, nombró como su «Embajador de la Paz» a Blumberg.

### Guardaespaldas
Blumberg contrató como guardaespaldas personales a los expolicías llamados «sin gorra», poco más de la mitad de los cuales fueron echados de la fuerza policial mediante sumarios debido a haber intervenido en hechos delictivos, como piratería del asfalto y apremios ilegales (tortura).